# Florence Griffith-Joynerová
Florence Griffith-Joynerová (21. prosince 1959 Los Angeles, Kalifornie – 21. září 1998 Mission Viejo, Kalifornie) byla americká atletka, sprinterka, trojnásobná olympijská vítězka a držitelka dosud platných světových rekordů v bězích na 100 m (10,49 s) a 200 metrů (21,34 s). Ty jsou v platnosti již více než třicet let a v současnosti nejsou elitními sprinterkami obvykle přímo ohrožovány. (česky)
V roce 1988 se "Flo-Jo" stala vítězkou ankety Atlet světa. Zemřela ve věku 38 let, když ve spánku utrpěla epileptický záchvat.

## Kariéra
Talent u své dcery objevila její matka a přihlásila ji do atletického oddílu. Po úspěších v žákovských a dorosteneckých kategoriích ji byla nabídnuta pozvánka do týmu kalifornské univerzity. Ze školy však musela pro nedostatek peněz odejít. Finanční podporu ji však nabídl její trenér Bob Kersee.
Na prvním ročníku MS v atletice v roce 1983 v Helsinkách doběhla ve finále závodu na 200 metrů na 4. místě (22,46 s). O rok později na olympijských hrách v Los Angeles získala na stejné trati stříbrnou medaili (22,04 s), kde prohrála jen s krajankou Valerií Brisco-Hooksovou. Pro stříbro si doběhla rovněž na druhém světovém šampionátu v Římě v roce 1987, kde byla rychlejší jen východoněmecká sprinterka Silke Gladischová. Zlatou medaili poté vybojovala ve štafetovém běhu na 4 × 100 metrů.

### Soul 1988
Největší úspěchy své kariéry zaznamenala v roce 1988 na letních olympijských hrách v jihokorejském Soulu, kde vybojovala tři zlaté (100 m, 200 m, 4 × 100 m) a jednu stříbrnou medaili (4 × 400 m).
V semifinále běhu na 200 metrů trať zvládla v čase 21,56 s, čímž o 15 setin sekundy překonala světový rekord, který tehdy držely Marita Kochová i Heike Drechslerová (obě dvě čas 21,71 s běžely shodně ve své kariéře dvakrát). Ve finále dvoustovky Flo-Jo vylepšila semifinálový výkon o dalších 18 setin a čas 21,34 s je dosud na prvním místě dlouhodobých tabulek.

### Podezření z dopingu
Její světové rekordy nadále vyvolávají otázky, zdali podezřele skvělých výkonů dosáhla bez podpůrných prostředků. Především první zmiňovaný rekord (100 m) představuje čas, k němuž se dnešní nejlepší sprinterky stále nedokážou přiblížit (časy nejlepších mají obvykle hodnotu mezi 10,70 – 11,00 s). Dosud nejblíže se dostala Jamajčanka Elaine Thompsonová-Herahová, která zaběhla stovku v čase 10,54 s.
I proto a z dalších důvodů (velmi rychlé ukončení kariéry ještě v roce 1988) je tato atletka podezřívána z dřívějšího užívání dopingu. Sama sportovkyně však vždy užívání jakýchkoliv podpůrných prostředků popírala a svoji výkonnost zdůvodňovala tvrdou prací a zdravým životním stylem.

### Zajímavosti
Florence Griffithová-Joynerová je také nejrychlejší ženou historie, a to i podle změřené maximální rychlosti běhu. Na olympijských hrách v Soulu běžela jeden desetimetrový úsek za 0,91 sekundy, což odpovídá rychlosti 10,99 m/s = 39,56 km/h.

### Osobní rekordy
Dráha
- Běh na 100 metrů – 10,49 s – 16. červenec 1988, Indianapolis  (Současný světový rekord)
- Běh na 200 metrů – 21,34 s – 29. září 1988, Soul  (Současný světový rekord)
- Běh na 4 × 100 metrů – 41,98 s – 1. říjen 1988, Soul
- Běh na 4 × 400 metrů – 3:15,51 min – 1. říjen 1988, Soul

## Osobní život
Pocházela z jedenácti dětí. Jejím manželem byl někdejší americký atlet, olympijský vítěz v trojskoku z roku 1984 Al Joyner. Její švagrovou byla jeho mladší sestra Jackie Joynerová-Kerseeová, olympijská vítězka v sedmiboji a ve skoku dalekém.